# William Cavendish-Bentinck (6e duc de Portland)
Pour les articles homonymes, voir William Cavendish-Bentinck et Cavendish-Bentinck.
William John Arthur Charles James Cavendish-Bentinck, 6e duc de Portland (28 décembre 1857 – 26 avril 1943), connu sous le nom de William Cavendish-Bentinck jusqu'en 1879, est un propriétaire terrien britannique, un courtisan et un homme politique conservateur. Il est maître du cheval entre 1886 et 1892 et de nouveau entre 1895 et 1905.

## Jeunesse et éducation
Il est le fils du Lieutenant général Arthur Cavendish-Bentinck et de sa première épouse Elizabeth Sophia Hawkins-Whitshed, fille de St Vincent Hawkins-Whitshed, 2e baronnet et petite-fille de l'amiral James Hawkins-Whitshed. Ses grands-parents paternels sont Charles Bentinck et sa seconde épouse Anne Wellesley, la fille naturelle de Richard Wellesley. Lord Charles est le troisième fils du Premier ministre William Cavendish-Bentinck et de son épouse Dorothy Cavendish, fille de William Cavendish et Charlotte Boyle. La mère de Portland est décédée quelques jours seulement après sa naissance. Il fait ses études au Collège d'Eton. Il hérite des domaines Cavendish-Bentinck, basés autour de Welbeck Abbey dans le Nottinghamshire, de son cousin William Bentinck (5e duc de Portland), en 1879. Il succède également à sa belle-mère en tant que second baron Bolsover en 1893. Sa demi-sœur Ottoline Morrell est une salonnière et une patronne des arts associée au groupe de Bloomsbury.

## Vie publique
Il commence une carrière militaire et est lieutenant dans les Coldstream Guards de 1877 à 1880, puis comme lieutenant-colonel de la Honourable Artillery Company à temps partiel de 1881 à 1889. Il est colonel honoraire du 1er Lanarkshire Artillery Volunteers de 1884 à 1891 et du 4e (Milice) Battalion of The Sherwood Foresters de 1889  et du 7e (Robin Hood) Battalion (Volunteers) de ce dernier régiment, plus tard dans la Force territoriale à partir de 1898. 
Il siège sur les bancs conservateurs de la Chambre des lords et occupe le poste de maître du cheval sous Lord Salisbury de 1886 à 1892 et de 1895 à 1902 et sous Arthur Balfour de 1902 à 1905. En 1886, il est admis au Conseil privé. 
Il est fait Chevalier Grand-Croix de l'Ordre royal de Victoria (GCVO) en 1896 et Chevalier de la Jarretière en 1900 et détenteur de la Chaîne Victorienne Royale. Il est nommé chevalier de justice de l'Ordre de l'hôpital de Saint-Jean de Jérusalem en Angleterre (KStJ) en juillet 1901. Il détient également la Grand-Croix de l'Ordre de Charles III d'Espagne, l'Ordre royal de Saint-Sava (Serbie), le Grand Cordon de l'Ordre de la Couronne (Belgique), et la Grand-Croix de l'Ordre de Saint-Étienne de Hongrie. 
Il est Lord Lieutenant de Caithness de 1889 à 1919, Lord Lieutenant du Nottinghamshire de 1898 à 1939, sous-lieutenant d'Ayrshire et administrateur du British Museum. 
Les Portlands reçoivent l'archiduc François-Ferdinand d'Autriche à l'abbaye de Welbeck pendant une semaine en 1913 lorsque l'héritier du trône austro-hongrois visite l'Angleterre.    
De 1937 à 1943, il est chancelier de l'Ordre de la jarretière. Au couronnement de George VI Portland porte la couronne de la reine Elizabeth, dont la mère Cecilia Nina Cavendish-Bentinck, est sa cousine. C'est dans son domaine de Langwell que le Sunderland Flying boat transportant le duc de Kent (le plus jeune frère du roi) s'est écrasé alors qu'il se dirigeait vers une base de la RAF en Islande. 
Il hérite du domaine et du haras près de Clumber Park, dans le nord du Nottinghamshire. Parmi les chevaux qu'il possède, il y a St. Simon, qui remporte la Coupe d'Or Ascot en 1884. Il a également élevé et possédé Ayrshire et Donovan, qui remportent les courses de 1888 et 1889 du Derby d'Epsom. 

## Famille

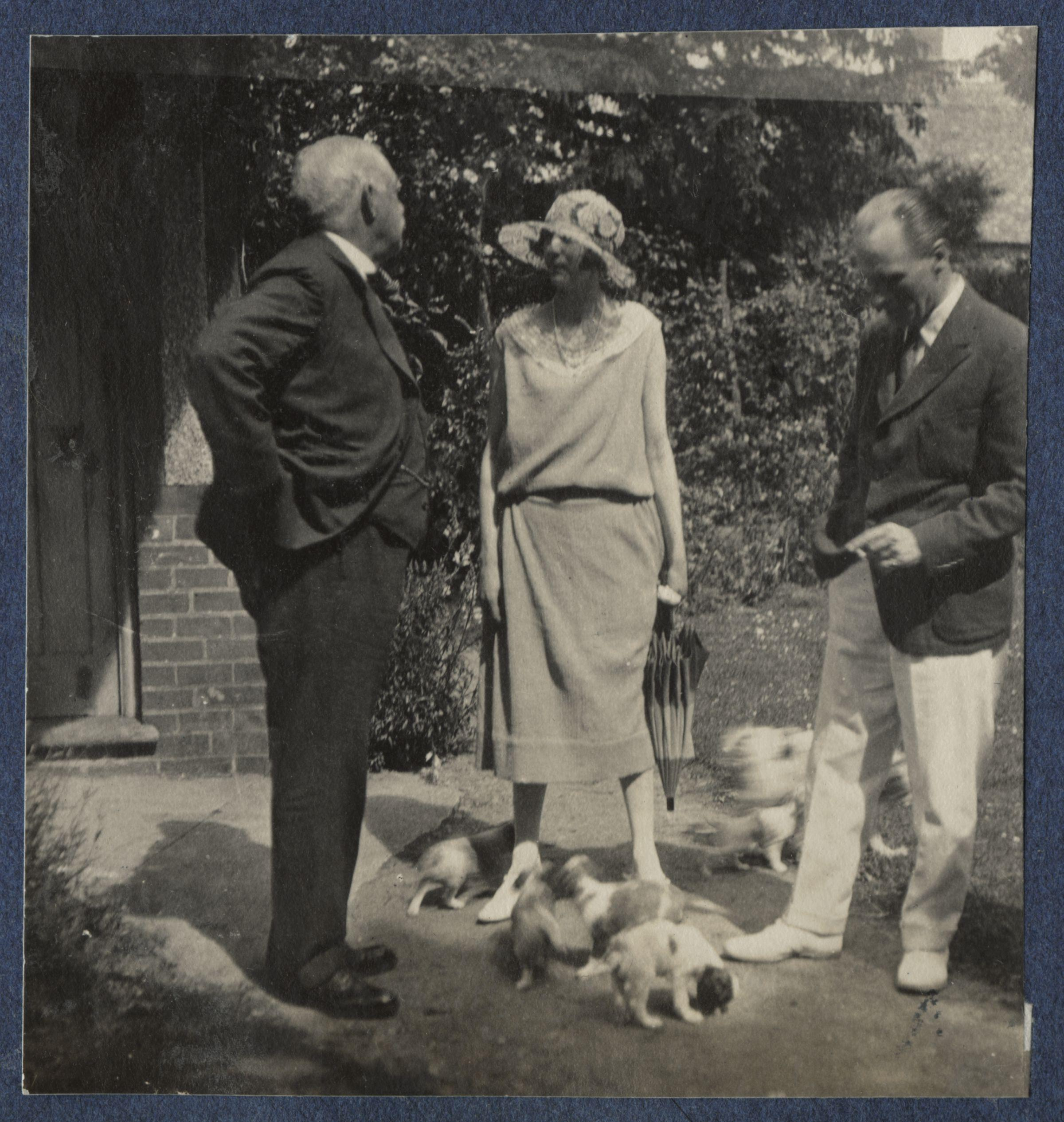
Le duc de Portland à gauche avec Rosamond Rose et un inconnu

Il épouse Winifred Anna Dallas-York, fille de Thomas Dallas-Yorke, le 11 juin 1889. Ils ont trois enfants: 
- Victoria Alexandrina Violet Cavendish-Bentinck (née le 27 février 1890, décédée le 8 mai 1994), épouse le capitaine Michael Erskine-Wemyss. Elle était la dernière filleule survivante de la reine Victoria[7].
- William Cavendish-Bentinck (né le 16 mars 1893, décédé le 21 mars 1977)
- (Francis) Morven Dallas Cavendish-Bentinck (né le 27 juillet 1900, décédé le 22 août 1950), décédé célibataire.

Il est décédé en avril 1943, à l'âge de 85 ans, et est enterré au lieu de sépulture traditionnel des ducs de Portland dans le cimetière de l'église St Winifred à Holbeck. Son fils aîné William lui succède. Winifred Anna Dallas-York est décédée en juillet 1954, à l'âge de 90 ans. Le département des manuscrits et des collections spéciales de l'Université de Nottingham détient les documents de succession du 6e duc de la collection Portland (Londres) (Pl). 

## Publications
Portland est l'auteur des ouvrages suivants : 
- Cinquante ans et plus de sport en Écosse (1933)[8]
- Souvenirs de course et de chasse (1935)
- Hommes, femmes et choses (1937)